# Consejo de Trabajo, Económico y Social de Cataluña
El Consejo de Trabajo, Económico y Social de Cataluña (CTESC) es un órgano consultivo y de asesoramiento al Gobierno de la Generalidad de Cataluña en materias socioeconómicas, laborales y ocupacionales. Fue creado en virtud de la Ley 3/1997, de 16 de mayo, y la Ley 7/2005, de 8 de junio, desarrollada por el Decreto 43/2007, de 20 de febrero,  y por el Reglamento interno.

## Misión y líneas de actuación
La misión del Consejo es contribuir a adecuar las políticas gubernamentales a las necesidades de la sociedad mediante el análisis y el debate de las aportaciones de los representantes de las organizaciones sindicales y patronales, de los sectores agrario, marítimo-pesquero y de la economía social, además de personas de reconocido prestigio en los ámbitos que son competencia del CTESC.
Las principales líneas de actuación son:
- Emitir dictamen con carácter preceptivo, no vinculante y previo a la tramitación correspondiente, sobre los anteproyectos de ley y los proyectos de decretos legislativos que regulan materias socioeconómicas, laborales y de empleo, así como en el resto de supuestos previstos por la normativa.
- Elaborar propuestas, informes o estudios a solicitud del Gobierno o los consejeros o consejeras o por iniciativa propia sobre materias del ámbito de sus competencias.
- Elaborar y enviar al Gobierno una memoria en que se reflejen sus consideraciones respecto a la situación socioeconómica y laboral de Cataluña y una reflexión sobre la posible evolución de dicha situación.
- Elaborar y entregar al Gobierno un informe anual sobre la situación de los trabajadores autónomos en Cataluña.
- Elaborar el informe de gestión del Consejo.
- Elaborar mensualmente un boletín de indicadores socioeconómicos y laborales con el fin de proporcionar un análisis conciso sobre los aspectos más destacados de la evolución socioeconómica y laboral en Cataluña.
- Asesorar al Gobierno de la Generalidad en materias socioeconómicas, laborales y ocupacionales.

## Composición
El artículo 3 de la Ley 7/2005, de 8 de junio, del Consejo de Trabajo, Económico y Social de Cataluña y el artículo 4 del Decreto 43/2007, de 20 de febrero, de desarrollo de la Ley,  disponen que el Consejo está integrado por treinta y siete miembros, distribuidos de la manera siguiente:
- La persona que ocupa la Presidencia.
- El Grupo Primero, formado por doce miembros, en representación de las organizaciones sindicales más significativas (CCOO y UGT).
- El Grupo Segundo, formado por doce miembros, en representación de las organizaciones empresariales más significativas (Fomento, *Pimec y *Fepime).
- El Grupo Tercero, formado por doce miembros: seis en representación del sector agrario, el sector marítimo-pesquero y el sector de la economía social, actualmente representados por las siguientes organizaciones: Unión de Payeses (UP), Jóvenes Agricultores y Ganaderos de Cataluña (JARC), Federación Nacional Catalana de Cofradías de Pescadores (FNCP), Confederación de Cooperativas de Cataluña (CCC), Mesa de Entidades del Tercer Sector Social de Cataluña, y seis más, que tienen que ser persones expertas de reconocido prestigio en las materias que son competencia del Consejo.

## Órganos
Son órganos del Consejo de Trabajo, Económico y Social de Cataluña, de conformidad con lo que disponen el artículo 6 de la Ley 7/2005 y el artículo 5 del Decreto 43/2007, los siguientes:
- El Pleno
- La Comisión Ejecutiva
- Las comisiones de trabajo
- La Presidencia
- Las vicepresidencias
- La Secretaría Ejecutiva

## Últimas publicaciones
- Dictámenes[5]
- Memoria socioeconómica y laboral de Cataluña[6]
- Situación del trabajo autónomo en Cataluña[7]
- Informe de gestión[8]
- Políticas de apoyo a las familias[9]
- Integración de la atención social y sanitaria[10]